# Сетон, Александр, лорд Гордон

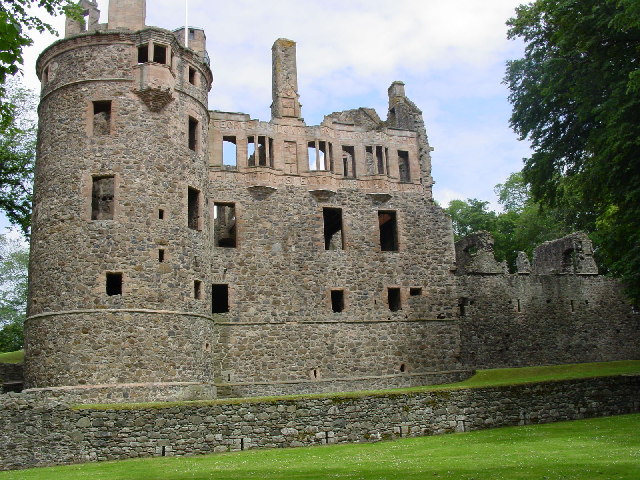
Замок Хантли (вначале известный как Стратбоги), воздвигнутый сэром Адамом де Гордоном, лордом Гордоном, отцом Элизабет

Александр Сетон, лорд Гордон (англ. Alexander Seton, Lord Gordon; умер в 1440/1441 году) — шотландский барон, лорд парламента, родоначальник графов Хантли.

## Биография
Представитель шотландского клана Сетон. Второй сын сэра Уильяма Сетона и его жены Джанет Флеминг. Когда король Шотландии Роберт III Стюарт отправил своего младшего сына, будущего короля Якова I Стюарта, во Францию в целях его безопасности. Корабль, на котором находился шотландский принц, был захвачен английскими пиратами. Принц Яков вместе со своими спутниками был взят в плен и доставлен королю Англии Генриху IV. Александр Сетон был одним из тех, кто был взят в плен с будущим королем . 7 марта 1408 года сэр Уильям Сетон (отец Александра) приобрел право опеки за Элизабет Гордон, наследницей клана Гордон, от Уолтера де Халибертона из Дирлетона в пожизненное право за 50 шотландских мерков из баронства Транент. Сэр Уильям Сетон вначале решил женить своего старшего сына сэра Джона Сетона на Элизабет Гордон, но, когда Джон Отказался, Элизабет была помолвлена с Александром Сетоном, младшим сыном первого, который у тому времени уже был освобожден англичанами.
Элизабет и Александр поженились в 1408 году. Благодаря браку, Александр Сетон приобрел земли Гордон и Хантли, которые были за ним подтверждены 20 июля 1408 года. Спустя три года Александр участвовал в битве при Харлоу в 1411 году и был посвящен в рыцари до 1419 года. В 1421—1422 годах Александр Сетон отправился во Францию, где посетил шотландского короля Якова I Стюарта. Александр был одним из тех, кто вел переговоры об освобождении шотландского монарха и был заложником своего монарха, но через год был освобожден в Англии, чтобы вернуться к своей семье в Шотландии. Около 1436 года он получил звание лорда парламента как Александр Сетон, лорд Гордон.
Элизабет Гордон скончалась в Стратбоги 16 марта 1439 года, а её муж Александр Сетон умер в 1440/1441 году .

## Семья
В 1408 году Александр Сетон женился на Элизабет Гордон (ум. 1439), дочери Адама де Гордона, лорда Гордона (ум. 1402), и Элизабет Кейт, дочери Уильяма Кейта, маришаля Шотландии. Их дети:
- Александр Сетон (ум. 1470), принял фамилию «Гордон» и получил титул 1-го графа Хантли в 1449 году[8]
- Уильям Сетон (ум. 1452), женат на Элизабет, дочери и наследнице Уильяма Мелдрума из Мемдрума. Был родоначальником линии Сетон из Мелдрума[8]
- Генри Сетон (ум. 1452), погиб вместе со старшим братом Уильямом при Брикине[8]
- Элизабет Сетон, муж — Александр Макдональд, лорд Островов и граф Росс (ум. 1449)[8].